# Kaare Busterud
Kaare Busterud, né le 23 mai 1908 à Vang et mort le 9 août 1981, est un coureur norvégien du combiné nordique, fondeur et sauteur à ski.

## Biographie

### Famille
Son frère, Arne Busterud (no), a également pratiqué le saut à ski et le combiné nordique à haut niveau. Celui-ci a notamment participé aux championnats du monde de ski nordique 1929 où il a terminé 6e du saut et 10e du combiné ainsi qu'aux championnats du monde de ski nordique 1934 où il se classe 9e du combiné et 60e du 18 kilomètres,.

### Carrière sportive
En 1929, il concourt en Klasse B. Il se classe 3e du championnat de saut à ski (Hovedlandsrennet) et 7e du Festival de ski d'Holmenkollen,. En 1930, il se classe 54e dans le 18 km, 14e du combiné nordique et 37e du saut à ski lors des championnats du monde de ski nordique 1930.
En 1931, il remporte le Championnat de Norvège de saut à ski (no)ce qui lui permet de remporter un Prix Damenes (no). Il termine deuxième du championnat de Norvège de combiné nordique derrière Ole Stenen et devant Hans Vinjarengen.
En 1932, il a terminé 6e de la Klasse A et 8e du 50 kilomètres du Festival de ski d'Holmenkollen après avoir mené la course,.
En 1936, il remporte le Championnat de Norvège de combiné nordique. Il est cinquième après l'épreuve de ski de fond avec un temps de 1 h 14 min 7 s. Il est devancé par Olav Lian, Sverre Brodahl, Magnar Fosseide et Sigurd Roen. Il devance Oddbjorn Hagen et Hans Vinjarengen qui sont respectivement sixième et septième. Lors du concours de saut, Olav Lian a chuté. Kaare Busterud a réalisé deux bons sauts à 55 m et 59 m. Finalement, il devance Bernt Østerkløft (en) et Thorvald Heggem ce qui lui permet de remporter un Kongepokal.
En 1937, lors des Championnats du monde de ski nordique 1937, il se classe 28e du 18 km, 13e du saut à ski et 4e en combiné nordique,.

## Palmarès

### Championnats du monde
| Épreuve / Édition | Épreuve / Édition | Oslo 1930 | Chamonix 1937 |
| ----------------- | ----------------- | --------- | ------------- |
| Combiné nordique  | Combiné nordique  | 14e       | 4e            |
| Saut à ski        | Saut à ski        | 37e       | 13e           |
| Ski de fond       | 18 km             | 54e       | 28e           |

### Festival du ski d'Holmenkollen
En 1929, il a terminé 7e de la Klasse B. Il a terminé 14e en 1930, 7e en 1931, 6e en 1932,. Il a terminé 27e du combiné en 1933, 7e en 1935, 8e en 1936, 6e en 1937,.
En ski de fond, il a terminé 8e du 50 kilomètres en 1932 après avoir mené la course,.

### Championnats de Norvège
Il termine 3e de la Klasse B à Kongsberg en 1929. Il termine 14e à Trondheim en 1930.
En 1931 à Hamar, il remporte le Championnat de Norvège de saut à ski (no) et il termine 2e du combiné nordique derrière Ole Stenen et devant Hans Vinjarengen.
Il termine 8e en 1932 et en 1933 à Aker, il se classe 12e.
En 1936 à Kongsvinger, il remporte le titre en combiné nordique devant Bernt Østerkløft (en) et Thorvald Heggem.

### Autres courses
Dans la Birkebeinerrennet, il s'est classé 10e en 1933.

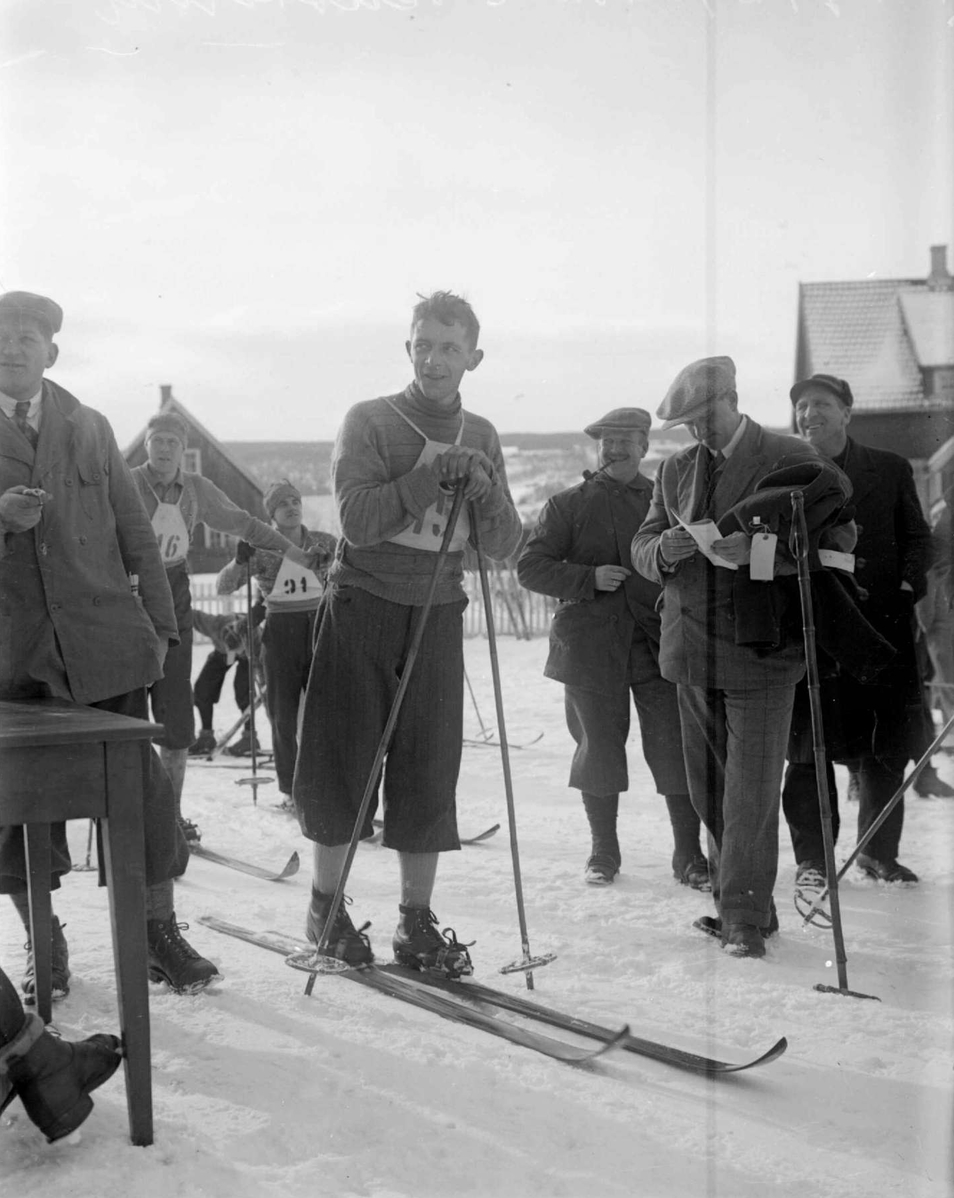
Kaare Busterud en 1934

En 1931, il termine 4e à Saltsjöbaden. En 1937, il termine 2e à Garmisch-Partenkirchen. En 1937, il est membre d'un relais norvégien lors d'une course organisée en marge des championnats de France de ski. Son équipe se classe deuxième derrière un autre relais norvégien.
En ski de fond, il a terminé 2e à Lillehammer en 1933 puis il s'est imposé en 1934, 1935 et 1936. Dans toute sa carrière, il a remporté 325 prix.